# 蓼沼楓
蓼沼　楓（たてぬま　かえで、Kaede Tatenuma、1992年10月6日 - ）は、日本のファッションモデル、タレント。ハーデスエンタテインメント所属。
スイーツコンシェルジュの資格を持つ。

## 来歴
17歳の頃、ブロガーとして人気急上昇となり、渋谷で女性ファッション誌『Popteen』（角川春樹事務所）にスカウトされ、2009年から同誌のレギュラーモデルとして活動を始める。
2012年に『Popteen』を卒業後、2013年から『Majesty JAPAN』（大誠社）のレギュラーモデルとして起用されるが、のちに休刊となった。

## 出演

### 雑誌
- Popteen（角川春樹事務所）レギュラーモデル
- Majesty JAPAN（大誠社）レギュラーモデル

### イベント
- 静岡コレクション2014S/S（2014年4月）
- 第6回沖縄国際映画祭「ちゅらいい GIRLS UP! ステージ」（2014年3月）
- 「アゲる！POP祭り2010」（2010年8月）

### テレビ番組
- 【Kawaiian TV】「アイドリーーーム!!」レギュラー（2015年2月～、スカパー!）
- 「ぶるぺん」（2014年1月、Ustream配信・GYAO!配信）
- 「ジャネーノ!?」（2014年4月、フジテレビ）
- 「沖縄国際映画祭～未来の芸人監督はオレだSP～」（2014年4月、フジテレビ）
- 「ゴッドタン」（2014年3月、テレビ東京）
- 「第6回沖縄国際映画祭生中継番組」（2014年3月、琉球放送）

## 資格
- 上級心理カウンセラー（JADP）
- メンタル心理カウンセラー（JADP）
- スイーツコンシェルジュ（日本スイーツ協会）